# Mariaconvent (Medemblik)
Het Mariaconvent was een klooster in de Noord-Hollandse plaats Medemblik. Het klooster werd rond het jaar 1400 vlak bij de Bonifaciuskerk gebouwd. De priesters Gerard van Hoorn en Paulus van Medemblik hebben hun leraar Geert Grote verzocht om de oprichting van het klooster. Het klooster was gewijd aan de Heilige Maagd.

## Geschiedenis
Bekend is dat Paulus Albertsz van Medemblik aan het einde van de 14e eeuw enige tijd in het Broederhuis te Deventer verbleef. Albertszoon hield in ieder geval contact met Grote, wat blijkt uit een brief uit 1382. Paulus Albertszoon wordt ook in de werken van Thomas a Kempis genoemd als een aan God toegewijd man. Paulus was in 1385 sowieso betrokken bij de stichting van een broederhuis en een zusterhuis in Hoorn. Enkele jaren nadien ook bij de stichting van klooster Nieuwlicht in Blokker. Wanneer het klooster in Medemblik gesticht werd is (nog) niet bekend. In het jaar 1400 was Paulus echter wel bestuurslid van een zusterhuis in zowel Hoorn als Medemblik.
Het kloostercomplex in Medemblik werd iets ten zuiden van de Bonifaciuskerk gebouwd. Het huidige kerkgebouw is van rond dezelfde tijd. In een voorganger van het latere convent woonden enkele vrome vrouwen samen als een kloosterorde in een woonhuis. Albrecht van Beieren was voorstander van dergelijke nieuwe kloosters en heeft in 1395 dit kloosters in Medemblik in een oorkonde zijn bescherming toegezegd. Hij bezocht samen met zijn tweede vrouw op 21 juli 1398 het klooster en zij schonken de zusters 10 Dordrechtse guldens. Op 28 mei 1399 bezocht Margaretha de nonnen opnieuw en ditmaal schonk zij hen 17 gulden. De bezoeken waren toen nog niet zo vanzelfsprekend, want het betreffende klooster was niet een kerkelijk erkend klooster. De zusters hielden zich niet aan de drie geloften van armoede, kuisheid en gehoorzaamheid, maar wel aan de derde regel van Franciscus van Assisi. De nieuwe gemeenschap, evenals een aantal in Hoorn en Enkhuizen, behoorde tot de Moderne Devotie en zij maakten ook onderdeel uit van het Kapittel van Utrecht.In 1399 werd, kort na het decreet van de derde regel van Franciscus, deze in Medemblik aangenomen. Uit historische bronnen blijkt dat in de 15e eeuw in Medemblik een tweede geloofsgemeenschap is opgericht. De bronnen hebben het nadien over het Grote- of Mariaconvent en het Kleine- of Catharinaconvent.
In 1555 vond er in Medemblik een grote stadsbrand plaats. Hierbij werd een van de twee conventen zodanig getroffen, dat deze vrijwel geheel werd afgebroken. Op een stadskaart uit 1560 staat een van de twee kapellen wel afgebeeld, vermoedelijk de kapel van het Mariaconvent.
Van een van de maters van het convent is een kruidenboek overgeleverd. Lobbrecht Aerntsdochter heeft het Cruydt-Boeck geschreven. Museum Kasteel Radboud heeft het boek gedigitaliseerd en de kruidentuin bij het kasteel is op haar boek gebaseerd.
Na de Reformatie werd het kloostercomplex opnieuw ingericht voor andere doeleinden dan religieuze gebouwen. In 1590 begon men met het verkavelen van het terrein, zodat er woningen gebouwd konden worden. De straat Bagijnhof werd aangelegd. In 1875 werd op het voormalige kloosterterrein het Martinusgesticht gebouwd. Het was een rooms katholiek gesticht en werd beheerd door de Zusters van Liefde uit Tilburg. In 1938 verhuisde dit gesticht naar een nieuwe locatie.

### Archeologisch onderzoek
In 2014 werd op een terrein waar het Martinusgesticht heeft gestaan, archeologisch onderzoek verricht. Hierbij kwamen resten naar boven die niet van het gesticht waren, maar van het Mariaconvent, terwijl het terrein ten zuiden van het convent ligt.
Een van de afvalkuilen die zijn gevonden, bevatte vooral plantenresten. Het lijkt er op dat het hier een ingegraven composthoop betrof. Er zijn zaden gevonden van onder andere sla, biet, wijnruit, akelei, damastbloem en andere sierplanten. Een andere afvalkuil bevatte veel aardewerk, waaronder ook aardewerk met ingekraste merktekens. Het inkrassen van een merk is iets wat typisch is voor aardewerk gemaakt voor kloosters. Het aardewerk voor dagelijks gebruik was vrij eenvoudig vormgegeven. Voorwerpen die terug zijn gevonden zijn onder andere drinkkannen, zoutschaaltjes, vuurtesten en vetvangers. Er is ook een rijkversierd majolica bord gevonden met daarop, in gotische letters, de tekst CHRISTUS. Er zijn ook verschillende heiligenbeeldjes gevonden, gemaakt van aardewerk en van pijpaarde.
In de afvalputten werden ook vijf geelkoperen wolkammen gevonden. Uit schriftelijke bronnen was niks bekend over de lakennijverheid van de nonnenkloosters in Medemblik. Op een van de gevonden kammen staat een gravure van Sint Barbara.